# Steven M. Greer
Steven M. Greer (n. 28 iunie 1955, Charlotte, Carolina de Nord, SUA) este un ufolog și medic american, care a fondat Orion Project și The Disclosure Project.
Greer susține că el este un contactat care a inventat termenul de "întâlnirea de gradul al cincilea" pentru a descrie contactul uman de inițiere cu extratereștrii.
În 2013 a fost produs documentarul Sirius inspirat de munca lui Greer. Acesta prezintă imagini cu umanoidul Atacama, un obiect având o formă umanoidă și o lungime de 150 mm despre care Greer susține că este o formă de viață care a fost găsită moartă în deșertul Atacama din Chile.

## The Disclosure Project
The Disclosure Project (cu sensul de Proiectul Divulgarea) este un proiect non-profit de cercetări care a fost inițiat în 1992 de către Greer, proiect care pretinde că dezvăluie existența unei mușamalizări din partea guvernului american a informațiilor referitoare la obiectele zburătoare neidentificate (OZN-uri). The Disclosure Project a fost bine-primit de către entuziaștii de OZN-uri, cu discursuri ale lui Greer și ale altor martori care au avut loc la diverse conferințe pe teme ufologice. Greer a organizat conferințe de presă și s-a angajat într-o serie continuă de prelegeri și apariții de televiziune care încearcă să lărgească sprijinul din partea publicului larg.
Media mainstream a prezentat informații despre grupul în cea mai mare parte adunat în jurul anului 2001 la o conferință la National Press Club, un reporter BBC descriindu-l ca fiind cel mai ciudat grup pe care l-a văzut vreodată. Greer a convocat conferința cu mai mult de 100 de alți contactați care depuneau mărturie. Printre cei contactați erau și "...aproximativ 20 de foști angajați guvernamentali, cei mai mulți oficiali militari și din domeniul securității, care au ieșit în față ... și au solicitat să fie audiați de Congresul american cu privire la astfel de apariții." Astfel de argumente au fost primite cu batjocuri de către sceptici și de purtătorii de cuvânt ai US Air Force, care susțin că nu există dovezi convingătoare pentru speculațiile conform cărora OZN-urile ar fi de fapt nave spațiale extraterestre.

## Apariții media
Greer a apărut la Larry King Live, CBS, BBC, NTV din Japonia, Sightings, Encounters, Ancient Aliens pe History Channel, Coast to Coast AM, emisiunea Art Bell, la emisiunea de radio Armstrong Williams și ca gazdă a unui segment al unei emisiuni radio pe internet intitulată "Conversations with Dr. Steven Greer".

### Afirmații
„Chiar dacă nu e evident vreau să subliniez acest lucru, că dacă aceste civilizații extraterestre stau departe de noi, [totuși] cred că sunt foarte îngrijorate de ostilitatea noastră. Mă întorc întotdeauna la acest lucru. Deoarece majoritatea acestor documentare [prezintă] întotdeauna [o] invazie extraterestră și toate chestiile astea. Nu, nu, nu, nu, nu, nu! Problema este, dacă ei erau ostili, am fi știut până acum. Este clar pentru mine, încotro ne îndreptam din momentul în care umanitatea a ajuns la capacitatea de a merge în spațiu, explorarea spațiului, anii 1950, au reprezentat dezvoltarea armelor de distrugere în masă a bombelor termonucleare, a bombelor cu hidrogen și alte lucruri. Și ca o coincidență este faptul, că vin împreună două lucruri, s-a pus un mare și roșu steag peste Pământ! Și așa, dacă ne uitam la bazele de date din anii 50, 60, 70 și mai departe, nu numai în Statele Unite, dar [și] în Marea Britanie, în Uniunea Sovietica și în China, că ori de câte ori ne-am ocupat de instalațiile nucleare, au existat o mulțime de OZN-uri care erau prin preajmă.”—SafeSpace UFO Documentary - Fastwalkers Files Disclosure, 2006, min. 71

## Publicații
- Contact: Countdown to Transformation 2009. ISBN 0-9673238-3-1 .
- Hidden Truth - Forbidden Knowledge 2006. ISBN 0-9673238-2-7.

În limba română: Adevărul ascuns. Informații interzise, Ed. Daksha, 2008, Traducere de Ruxandra Comșa, ISBN 978-973-1965-00-0
- Disclosure : Military and Government Witnesses Reveal the Greatest Secrets in Modern History 2001. ISBN 0-9673238-1-9.
- Extraterrestrial Contact: The Evidence and Implications 1999. ISBN 0-9673238-0-0.

În limba română: Contact extraterestru, 2 volume, Ed. Daksha, 2010, Traducere: de Ramona Bențe